# Psecas vellutinus
Psecas vellutinus är en spindelart som beskrevs av Mello-Leitao 1948. Psecas vellutinus ingår i släktet Psecas och familjen hoppspindlar. Inga underarter finns listade i Catalogue of Life.